# Mistrzostwa Europy w Lekkoatletyce 1969 – pchnięcie kulą kobiet

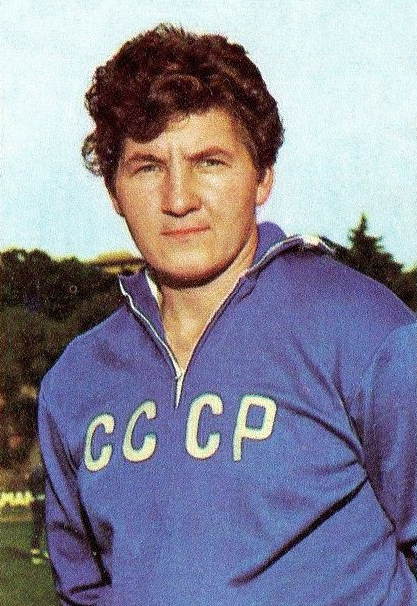
Nadieżda Cziżowa

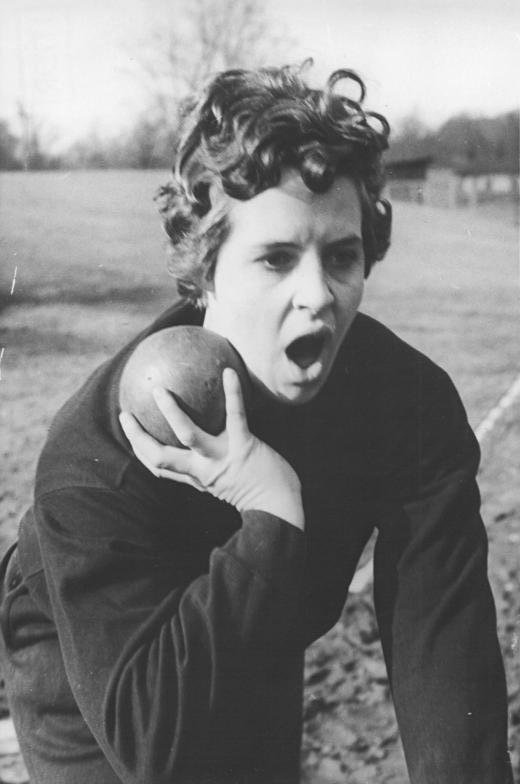
Margitta Gummel

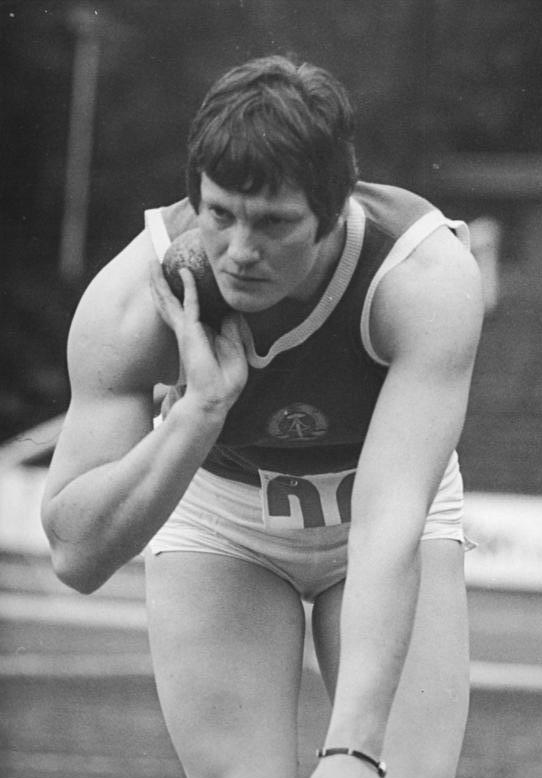
Marita Lange

Pchnięcie kulą kobiet było jedną z konkurencji rozgrywanych podczas IX Mistrzostw Europy w Atenach. Rozegrano od razu  finał 16 września 1969. Zwyciężczynią tej konkurencji została reprezentantka ZSRR Nadieżda Cziżowa, która obroniła złoty medal z mistrzostw z 1966 oraz ustanowiła rekord świata pchnięciem na odległość 20,43 m. Również srebrna i brązowa medalistki Margitta Gummel i Marita Lange (obie z NRD) powtórzyły swoje osiągnięcia z 1966. W rywalizacji wzięło udział jedenaście zawodniczek z sześciu reprezentacji.

## Rekordy
| Rekord świata     | Margitta Gummel (GDR) | 20,10 | Berlin, NRD         | 11.09.1969 |
| Rekord Europy     | Margitta Gummel (GDR) | 20,10 | Berlin, NRD         | 11.09.1969 |
| Rekord mistrzostw | Tamara Press (SUN)    | 18,55 | Belgrad, Jugosławia | 12.09.1962 |

## Wyniki
| Miejsce | Zawodniczka        | Wynik | Uwagi |
| ------- | ------------------ | ----- | ----- |
| 1       | Nadieżda Cziżowa   | 20,43 | WR    |
| 2       | Margitta Gummel    | 19,58 |       |
| 3       | Marita Lange       | 18,56 |       |
| 4       | Iwanka Christowa   | 18,04 | NR    |
| 5       | Renate Boy         | 17,59 |       |
| 6       | Els van Noorduyn   | 17,28 | NR    |
| 7       | Irina Sołoncowa    | 17,25 |       |
| 8       | Galina Niekrasowa  | 17,19 |       |
| 9       | Vladimíra Srbová   | 15,53 |       |
| 10      | Helena Fibingerová | 15,22 |       |
| 11      | Brenda Bedford     | 14,14 |       |